# Финн, Самуил Исаакович
Самуил Исаакович (Самуил Иосиф) финѣ (род. в Гродно, в 1818 г.; ум. в 1890 г. в Вильне) — российско-литовский учёный, поборник еврейского просвещения.

## Биография
Родился в Гродно, в 1818 году в ортодоксальной семье. Получив традиционное воспитание в хедерах и иешиботах Вильны, с 17-ти лет стал заниматься самообразованием. Он познакомился с несколькими европейскими языками и к началу 1840-х годов стал одним из наиболее активных представителей виленского кружка «маскилим».
В 1841 г., когда правительство приступило к планомерной постановке школьной реформы у евреев, много содействовал открытию в Вильне образцовой школы. Горячо приветствуя первые шаги министра Уварова в деле просвещения евреев, Финн вступил по этому поводу в переписку с видными прогрессивными деятелями.
В 1841 г. он приступил к осуществлению давно лелеянной виленским кружком мысли, основать литературный орган, вокруг которого могли бы объединиться разрозненные интеллигентные силы: вместе с Л. Гурвичем он основал периодическое издание «Pirche Zafon». Из-за тогдашних цензурных условий после появления второго сборника (1844) принужден был прекратить издание, и лишь 16 лет спустя, при изменившихся условиях, основал (1860) еженедельник «Ha-Karmel».
Занимая с 1848 г. место преподавателя Библии и еврейского языка в раввинском училище, а с 1856 г. должность окружного инспектора и учёного еврея при попечителе виленского учебного округа, Финн отдавал свой досуг научным исследованиям, преимущественно в области еврейской истории.
Принимал также деятельное участие в делах местной общины и долгое время состоял гласным городской думы. В палестинофильском движении, к которому он примкнул с начала его зарождения, Финн являлся примиряющим элементом между ортодоксами и прогрессистами.
Умер в Вильне в 1890 году. Его обширная библиотека перешла после смерти его сына, д-ра В. Финна, в городскую библиотеку имени Страшуна.

## Труды
Еврейская история
Вслед за опубликованной в 1847 году хронологической таблицей по истории евреев «Schenot dor wa-dor» (составлена по Цунцу), Финн издал в 1850 году книгу «Nidche Israel», пересказывающую в сжатом виде историю евреев и их литературы от разрушения первого храма до второй половины XII века.
Над капитальным многотомным трудом полной истории еврейского народа — «Dibre ha-jamim li-bne Israel» — он работал ряд лет, но выполнить его удалось ему лишь отчасти. Вышли всего два тома (I том в 1871 и II том в 1877), обнимавшие период от вавилонского пленения до эпохи Маккавеев. Финн пытался в своем труде примирить традиционные воззрения еврейской историографии с объективными данными современной ему науки.
К более позднему периоду еврейской истории относятся следующие исторические работы:
- «Chachme Israel bu-Кrim» (биографии еврейских учёных в Крыму и Турции, «Ha-Karmel», 1871);
- «Sofre Israel» (сборник 55 писем еврейских ученых за последнее тысячелетие, 1871);
- «Kirjah Neemanah» (история евреев города Вильны, 1860) — монография, составленная при сотрудничестве Г. Н. Маггида, содержит много ценного материала по истории литовского еврейства.
- «Safah le-Neemanim» (культурно-исторический очерк о роли и значении еврейского языка и его литературы, 1879) — написана на назначенную «Обществом распространения просвещения между евреями» премию. Заключительная глава этой книги посвящена истории культуры русского еврейства за предыдущие сто лет.
- По поручению того же Общества просвещения, составил (1874—1876), совместно с инспектором виленского раввинского училища X. Л. Каценеленбогеном, обширный труд «Мировоззрение талмудистов» об еврейской догматике и этике от талмудической эпохи до Мендельсона[3].

Два лексикона
Последние десять лет своей жизни Финн работал над двумя обширными лексиконами:
- «Kenesset Israel» — биографический словарь еврейских учёных, поэтов, художников и общественных деятелей от эпохи гаонов до последних дней. Появился лишь первый том этого труда (1886—1890) на первые десять букв алфавита.
- «Ha-Ozar» — полный библейско-мишнаитский словарь (с пояснениями на русском и немецком языках) на основании новейших филологических исследований. При жизни Финна также появился всего лишь первый том (1884—1887). Лишь через десять лет после смерти автора этот труд был опубликован полностью (в трёх томах) издательством Ахиасаф[3].

Руководства
- «Первоначальные основания еврейской веры», 1882;
- «Учебник русского языка на жаргоне», 1847, и др.

Переводы
Много переводил из немецко-еврейской литературы (рассказы Лемана, Л. Филиппсона, С. Когана, а также трактат Мендельсона «Die Sache Gottes»).
Бытовой интерес представляет перевод Финна опубликованного в 1874 г. нового устава о всеобщей воинской повинности (Chuke abodat ha-zaba, 1874). Интерес еврейского населения к этому весьма важному узаконению был настолько велик, что древнееврейский перевод Финна выдержал в течение одного года два издания, несмотря на то, что в том же году появился и жаргонный перевод устава, опубликованный писателем С. М. Абрамовичем.
Неопубликованное
Неопубликованными остался целый ряд рукописей; наиболее крупные из них:
- «Ha-Moreh ba emek» (комментарий к «Путеводителю растерянных» Маймонида);
- «Mischnah berurah» и «Chochmat chachamim» (комментарий к Мишне);
- «Ha-Тorah we-ha-Zeman» (об эволюции законов и постановлений);
- «Sum Sechel» (глоссы к Библии);
- «Pirche Lebanon» (сборник стихов);
- «Bein haparkim» (комментарий на «Пирке де рабби Элиэзер») и др[3].

## Память
Имя Самуил Финна (Samuelio Fino gatvė) носит короткая (около 260 м) улица в Вильнюсе.